# السيدة كافيه
مدام كافيه (1806،  1809  أو 1810،  - 1883  ) هي رسامة وأستاذة رسم فرنسية. كان اسمها الأصلي ماري إليزابيث بلافو، وعُرفت أيضًا باسم ماري مونشابلون في شبابها، تزوجت من الرسام كليمنت بولانجر ثم، بعد وفاة بولانجر، من إدموند كافيه - الذي عاشت بعده أيضًا.

## أعمالها

### ألوان مائية
- محادثة حول السرير (منسوبة إليها)، متحف ماجنين ، ديجون
- اللحظات الأخيرة (منسوبة إليها)، متحف ماجنين، ديجون

### الرسومات
- معركة إيفري ، متحف اللوفر
- لويس الثالث عشر، الفائز ببطولة في متحف اللوفر ، متحف اللوفر

### لوحات
- رؤية العذراء ، متحف الفنون الجميلة في روان
- رقاد العذراء ، متحف الفنون الجميلة في روان

### الرسوم التوضيحية
- لفرانسوا دي هارلاي (par l'ordre de Monseigneur)، التعليم المسيحي، أو Abrégé de la foi ، L. Curmer، 1842

### كتب
- Cours de dessin sans maître, Paris, [sd], In-fol.
- تصميم بلا أستاذ، طريقة لتعلم أفكار الذاكرة ، باريس : سوسة الإخوة، 1850، في-8°، VIII-82 ص، أمامي. وآخرون ر. القبور. 2° إد. باريس: أوبيرت 1852، الطبعة الثالثة. باريس : أوبيرت 1852؛ 4e إد. باريس : مكتب دو "Journal amusant"، 1857. في-8°، 134 ص؛ ملخص لطريقة Cavé لتعلم التصميم ، باريس : ه. بلون، (1860)، في-12°، 71 ص؛ ملخص الطريقة كافيه لتعلم التصميم... تقرير سابق للمفتش العام للفنون الجميلة (إف. كوتو) وإم. ديلاكروا ، باريس : ه.بلون، (1862)، في-12°، 71 ص.
  - الرسم من الذاكرة ، مترجم من الطبعة الرابعة لكتاب Dessin sans maître ، نيويورك: بوتنام وابنه، 1869
- L'Aquarelle sans maître, méthode pour apprendre l'harmonie des couleurs (جزءان من Dessin sans maître )، باريس : مرات الظهور de N. Chaix، 1851، in-8°، XIII-132 p.، front. وآخرون ر. القبور. 2° إد. باريس : فيليبون فلس، 1856، في-8°، 132 ص، الشكل؛ 3° إد. عنوان La Couleur (Ouvrage approuvé par M. Eugène Delacroix pour apprendre la peinture à l'huile et à l'aquarelle)، باريس : ه. بلون، 1863
- La Religion dans le monde, conseils à ma filleule, باريس : ه. بلون، 1855، في-12°، 212 ص. وآخرون؛ 2e إد. المرجع نفسه. ، 1862.
- La Femme aujourd'hui، la femme autrefois ، باريس : H. Plon، 1863، in-8°، VI-288 p. وآخرون. خطير.
- بيوتي فيزيك دي لا فام ، باريس : ب. ليلوب، (1868)، في-32°، 128 ص.
- لا فيرج ماري وآخرون ، باريس : سي. ديليت، 1875

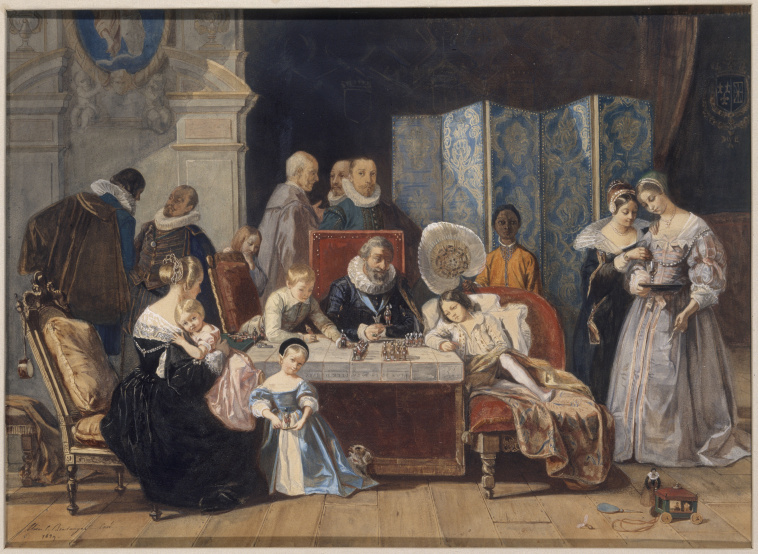
معركة إيفري.
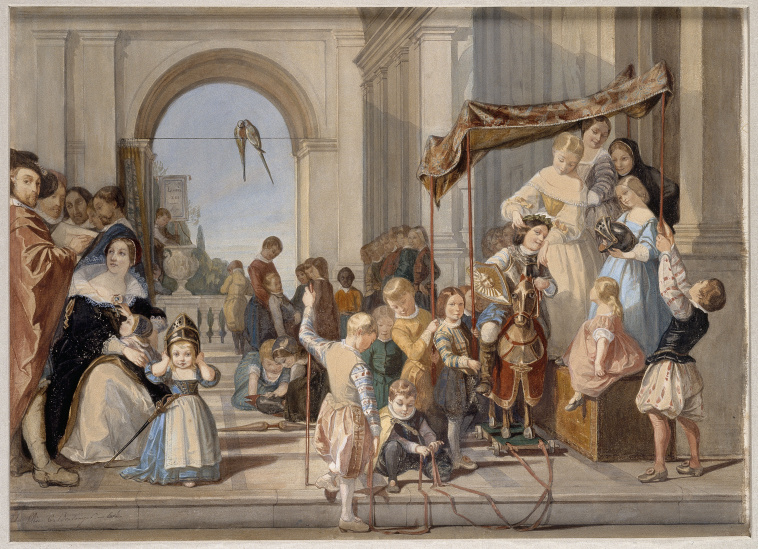
لويس الثالث عشر، الفائز في متحف اللوفر.
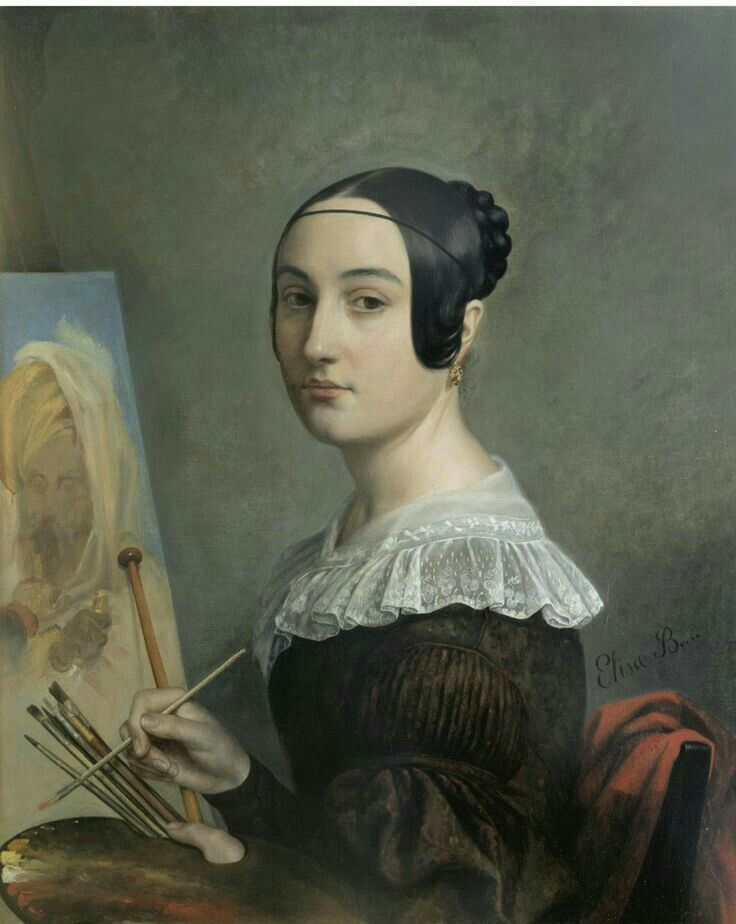
مدام كافيه.

## فهرس
- Angrand, Pierre (1966). Marie-Elizabeth Cavé, disciple de Delacroix (بالفرنسية). [Lausanne, Paris]: La Bibliothèque des arts. OCLC:754554315.
- Joubin, André (Jan 1930). "Deux amies de Delacroix". La revue de l'Art ancien et moderne (بالفرنسية). LVII (312): 57–94. Archived from the original on 2023-10-18.
- Tinterow، Gary؛ Conisbee، Philip، المحررون (1999). Portraits by Ingres : image of an epoch. New York: Metropolitan Museum of Art : Distributed by Harry N. Abrams. OCLC:856655718. مؤرشف من الأصل في 2023-11-19.